# Johan Berisha
Pour les articles homonymes, voir Berisha.
Johan Berisha est un joueur de football suisse, né le 6 septembre 1979 au Kosovo.

## Carrière
Johan Berisha commence sa carrière en 1997 avec le Neuchâtel Xamax FC pendant 2 ans avant de rejoindre le FC Thoune de 1999 à 2001. 
Il passe ensuite au BSC Young Boys où il reste pendant 4 saisons de 2001 à 2005 avant de rejoindre le club du FC Aarau.

## Clubs successifs
| Saison  | Club            | Pays   |
| ------- | --------------- | ------ |
| 1997-98 | Neuchâtel Xamax | Suisse |
| 1998-99 | Neuchâtel Xamax | Suisse |
| 1999-00 | FC Thoune       | Suisse |
| 2000-01 | FC Thoune       | Suisse |
| 2001-02 | BSC Young Boys  | Suisse |
| 2002-03 | BSC Young Boys  | Suisse |
| 2003-04 | BSC Young Boys  | Suisse |
| 2004-05 | BSC Young Boys  | Suisse |
| 2005-06 | FC Aarau        | Suisse |
| 2006-07 | FC Aarau        | Suisse |